# Danzas fantásticas
Danzas fantásticas, Op. 22, es la obra más conocida del compositor español Joaquín Turina. Fue escrita entre el 11 y el 29 de agosto de 1919, originalmente para piano, y más tarde realizó una versión para orquesta. Sin embargo, la versión para orquesta fue la primera que se estrenó, y esto ha sido la causa de cierta confusión en las obras de referencia. La tercera pìeza, Orgía, es la más famosa y suele interpretarse a menudo por separado.
La obra se inspira en la novela La orgía de José Mas y en la partitura es posible encontrar citas de la novela al inicio de cada danza:
1. Exaltación, una jota aragonesa. «Parecía como si las figuras de aquel cuadro incomparable se movieran dentro del cáliz de una flor.»
2. Ensueño, un zortziko vasco en compás de 5/8. «Las cuerdas de la guitarra, al sonar, eran como los lamentos de un alma que no pudiera más con el peso de la amargura.»
3. Orgía, una farruca andaluza. «El perfume de las flores se confundía con el olor de la manzanilla, y del fondo de las copas estrechas, llenas del vino incomparable, como un incienso, se elevaba la alegría.»

Las Danzas fantásticas fueron compuestas en su forma original para piano solo del 11 al 29 de agosto de 1919. Turina orquestó la obra entre el 15 de septiembre y el 30 de diciembre de 1919. La versión para orquesta se estrenó el 13 de febrero de 1920, en el Teatro Price de Madrid, con la Orquesta Filarmónica de Madrid bajo la batuta de Bartolomé Pérez Casas. El propio compositor presentó por primera vez la versión para piano solo el 15 de junio de 1920, en la Sociedad Filarmónica de Málaga.
La obra fue dedicada a la esposa de Turina, Obdulia Garzón.

## Grabaciones
- Turina - Danzas Fantásticas (Danzas fantásticas, La procesión del Rocío, Sinfonía sevillana, y Ritmos) - Bamberger Symphoniker - Antonio de Almeida, director- RCA 09026 60895 2